# José Rodríguez González
Pedro Xosè Rodríguez y González (Bermés, Lalín, 25 de octubre de 1770 - Santiago de Compostela, 30 de septiembre de 1824), también conocido como Matemático Rodríguez, fue un matemático y astrónomo español de la etapa de la Ilustración, tío del lexicógrafo Francisco Javier Rodríguez Gil.

## Biografía
Nacido en el seno de una familia humilde de labradores, pudo estudiar gracias a la protección de un tío eclesiástico, iniciando su formación en Monforte de Lemos (Lugo). En 1787 ingresó en el colegio de San Jerónimo de Santiago, completando los estudios de Gramática, Aritmética y Latín. En 1790, obtuvo el título de Bachiller en Filosofía a los que seguirían los grados de Bachiller en Teología y en Matemáticas. 

### Profesor universitario
En los inicios de la Universidad de Santiago de Compostela, las Matemáticas estaban adscritas a la Facultad de Artes como asignatura voluntaria para la formación de los licenciados en Medicina. La situación mejoró en 1772 con Luis Marcelino Pereira de catedrático , el cual tiene entre sus alumnos a José Rodríguez.
En el curso 1798-1799 Rodríguez ejerció como catedrático suplente de «Matemáticas Sublimes» de la Facultad de medicina, cátedra que ganaría en 1800. Dado que era bachiller y no doctor, el tribunal que lo examinó tuvo que elevar un informe favorable al rey Carlos IV ponderando las capacidades y conocimientos del aspirante en las materias juzgadas (Aritmética, Álgebra, Trigonometría, Cálculo, principios de Mecánica hidrostática y Astronomía), frente a consideraciones administrativas. El Claustro de Santiago entendía que «Rodríguez es uno de aquellos genios que de raro en raro forma la Providencia para los conocimientos sublimes».
En 1803 solicitó una excedencia para desplazarse a París y así ampliar sus conocimientos de astronomía y matemáticas y donde tuvo contacto con científicos y eruditos de renombre internacional como Jean-Baptiste Biot.
En 1806 fue nombrado Comisario español junto a José Chaix en una expedición francesa liderada por François Aragó y Jean Baptiste Biot, con la misión de prolongar la medida del arco de meridiano de París entre Dunkerque y Barcelona hasta la isla de Formentera, continuando y mejorando el trabajo iniciado por Pierre Méchain y Jean-Baptiste-Joseph Delambre. Medición fundamental para el establecimiento de la unidad de medida de longitud, el metro, a partir de la cual se establecerían las unidades del resto de magnitudes que conformarían el futuro sistema métrico decimal. El equipo logra conformar el triángulo geodésico número 17 de vértices en las cimas de Camp Vell en Ibiza, la Mola de Formentera y la Mola del Esclop de Mallorca, siendo la primera vez que se midió un gran triángulo geodésico sobre el mar.   Los trabajos de medición tuvieron serias dificultades en las que Aragó fue detenido en Mallorca bajo sospecha de ser un espía francés en plena Guerra de la Independencia y al que Rodríguez ayudó a escapar de la cárcel.
En 1809 se trasladó a Inglaterra donde realiza estudios y cálculos del meridiano de Greenwich a partir de las observaciones y mediciones del Teniente coronel británico William Mudge, un célebre geodesta que, con sus cálculos, llegaba a la conclusión que la Tierra era achatada por el ecuador y no por los polos por el efecto gravitatorio según las teorías de Isaac Newton y Christiaan Huygens. Sin embargo, José Rodríguez con las observaciones de Mudge y utilizando las fórmulas y el método de Delambre recalculó todas las observaciones y descubrió un error de observación de la latitud de la estación de Arbury Hill en Northamptonshire, colina donde nace el río Nene, demostrando el error de Mudge con sus conclusiones sobre la forma del arco del meridiano y la forma de la Tierra. Es, quizás, su aportación más importante a la ciencia: demostrar empíricamente que la teoría de Newton era cierta y además hacerlo con una mayor exactitud que cualquier otro matemático. 
Sus conclusiones fueron leídas por su amigo José de Mendoza y Ríos en calidad de miembro ante la prestigiosa Royal Society, el 4 de junio de 1812. Comunicación titulada Observations on the measurement of threes degrees of the meridian, conductery in England by Lieutemant Colonel William Mudge.
En 1814, con permiso real, se desplazó a Alemania donde tomó contacto con la Cristalografía en la Universidad de Gotinga bajo la supervisión del mineralogista Abraham Gottlob Werner. Sus conocimientos sobre Mineralogía se completaron al conocer a René J. Haüy, padre de la Cristalografía moderna, quién le regaló una colección de 1.024 modelos cristalográficos tallados en madera perfectamente catalogados y ordenados.
En su estancia en Gotinga José Rodríguez tuvo igualmente contacto indirecto con el afamado matemático Carl Friedrich Gauss (1777-1855). En la revista Zeitschrift für Astronomie und verwandte wissenschaften (Revista de Astronomía y Ciencias afines) José Rodríguez publicó en 1817 un trabajo geodésico titulado Ueber die Gröfsenverhältnisse des Erd-Sphäroids (Sobre las proporciones del esferoide terrestre).
En 1817, por encargo de la Universidad de Santiago de Compostela, regresó a París para adquirir instrumentos para el nuevo gabinete de Física de la universidad. En 1819 aceptó el puesto de director del Observatorio astronómico de Madrid dependiente del Museo de Ciencias Naturales para la reorganización del observatorio así como el de profesor de astronomía del mismo museo. 
En 1822 ayudó a organizar la recién creada Universidad Central de Madrid, hoy Universidad Complutense, defendiéndola como centro aglutinador de la ciencia y punto de reunión de las eminencias del país. Dejó su cátedra de Santiago de Compostela para ocupar en Madrid la cátedra de Astronomía.

## Política
En el plano político y social, sus constantes viajes por Europa y la toma en contacto con el pensamiento ilustrado de los académicos y científicos con los que se rodeó le llevaron a abrazar desde un primer momento las ideas ilustradas y liberales procedentes de Francia frente al inmovilismo imperante en España. El propio Rodríguez en una de sus cartas en 1820 escribía:

"... digo que ningún pueblo de la tierra hizo el paso repentino de un estado de embrutecimiento, de esclavitud y de barbarie al de libertad, de independencia y de la razón con más moderación y mayor dignidad que el pueblo español..."

Asimismo, fueron sus relaciones tanto políticas como académicas y científicas las que le llevaron también a ser diputado a Cortes por Galicia durante el trienio liberal 1821-1823 hasta que el rey Fernando VII restauró el absolutismo anulando la Constitución de Cádiz.
Caído en desgracia por sus ideas, fue desposeído de su cátedra en Madrid y, enfermo y casi sin recursos, viajó a Portugal en 1824 donde tuvo contacto con la Universidad de Coímbra y Lisboa. Ese mismo año regresó a Santiago de Compostela donde murió siendo enterrado en la iglesia de San Agustín de Santiago de Compostela, en una tumba sin inscripción.

## Legado
Fue un científico que, a pesar de tener el total aprecio y distinción de los geómetras y astrónomos más famosos de entonces, en especial de Pierre Simon Laplace, ser presentado en la Academia de las Ciencias Francesa y ser leída su importante comunicación en la Royal Society, en España apenas tuvo repercusión y reconocimiento. Dejó algunos manuscritos muy interesantes y su colección de mineralogía, regalo de Haüy, fue donada a la Universidad de Santiago de Compostela, donde se puede admirar en su Museo de Historia Natural, además parte de sus instrumentos están en una de las salas del actual Museo de Ciencias Naturales.
El doctor Luis Gigirey en una conferencia en Barcelona en 1917 dijo de Rodríguez:

"El ejemplo de nuestro sabio, el doctor don José Rodríguez y González debe alentarnos a todos. El luchó desinteresadamente por la Ciencia y sea esta la que inspire nuestros actos, porque, sólo la Ciencia amparada en la idea de Dios, es lo único que puede conducirnos a la verdadera felicidad en todos los órdenes".

Esta inmortalizado en el Paraninfo de la Universidad de Zaragoza junto a José Chaix.

## Rodríguez visto por Ramón Aller
El matemático y astrónomo Ramón Aller esribió en 1927 una biografía de José Rodríguez a instancias de la Sociedad Matemática Española y del Seminario de Estudos Galegos. El mismo año publica en el Faro de Vigo una semblanza del Matemático de Bermés:

… Rodríguez, en principio, fue un perpetuo estudiante. Es curioso repasar la correspondencia que de él se conserva en Santiago, y ver como desatiende sus obligaciones de enseñar por su afán de aprender. Porque Rodríguez tenía un talento un tanto enciclopédico: estudiaba difíciles cuestiones de Geodesia en París y en Londres y se dedicaba a la Mineralogía en Gotinga. Reiteradas veces los celosos profesores que formaban el Claustro Universitario de Santiago, reclamaban su regreso a Compostela, para que allí cumpliese su misión de docente, llegando hasta a amenazarle con la cesantía, pero la avidez de Rodríguez por las conquistas de la ciencia le retiene fuera de su patria y le hace buscar aquellos centros que gozaban de más fama en las investigaciones científicas. …
Faro de Vigo 

## Reconocimientos
- En el 200 Aniversario de su fallecimiento, la Real Academia Gallega de Ciencias lo eligió como «Científico Gallego del Año 2024».[13]